# Horizonte
Horizonte este un oraș în statul Ceará (CE) din Brazilia.